# Paulistânia
Paulistânia este un oraș în São Paulo (SP), Brazilia.